# Ceratocanthus termiticola
Ceratocanthus termiticola är en skalbaggsart som beskrevs av Erich Wasmann 1894. Ceratocanthus termiticola ingår i släktet Ceratocanthus och familjen Hybosoridae. Inga underarter finns listade i Catalogue of Life.